# 1825 a tudományban
Az 1825. év a tudományban és a technikában.

## Események
- november 3. – A Pozsonyban tartott országgyűlés alsótáblájának kerületi ülésén gróf Széchenyi István felajánlja birtokainak egyéves jövedelmét a Magyar Tudós Társaság (később: Magyar Tudományos Akadémia) felállítására, és példáját többen követik. Ezzel létrejön az alapvető feltétele az akadémia megalapításának azzal a fő célkitűzéssel, hogy „a tudományok és szépművészségek minden nemeiben a nemzeti nyelv kimíveltetésére igyekezzék.”[1]

## Kémia
- Michael Faraday elkülöníti a benzol nevű vegyületet[2]
- Hans Christian Ørsted dán fizikus és vegyész először állít elő alumíniumot

## Publikációk
- Megjelenik André-Marie Ampère francia fizikus Théorie des phénomènes électrodynamiques című műve

## Születések
- január 18. – Edward Frankland  angol kémikus († 1899)
- február 8. – Henry Walter Bates angol zoológus († 1892)
- február 26. – Ludwig Rütimeyer svájci zoológus, paleontológus († 1895)
- május 1. – Johann Jakob Balmer svájci fizikus és matematikus († 1898)
- május 4. – Thomas Henry Huxley angol biológus († 1895)
- június 28. – Emil Erlenmeyer német vegyész († 1909)
- július 31. – August Beer német matematikus, fizikus, vegyész († 1863)
- október 5. – Xántus János magyar természettudós, utazó, néprajzkutató, az MTA levelező tagja, a pesti Állatkert és a Magyar Nemzeti Múzeum Néprajzi Osztályának első igazgatója († 1894)
- október 26. – Johann Friedrich Julius Schmidt német csillagász, geofizikus († 1884)
- november 29. – Jean-Martin Charcot francia neurológus és az anatómiai patológia professzora, a „modern neurológia megalapítója” († 1893)
- december 26. – Felix Hoppe-Seyler német vegyész, fiziológus († 1895)

## Halálozások
- január 8. – Eli Whitney amerikai feltaláló, aki többek között megalkotta a gyapottisztító gépet (* 1765)
- április 21. – Johann Friedrich Pfaff német matematikus (* 1765)
- október 6. – Bernard Germain de Lacépède francia zoológus, politikus (* 1756)
- október 12. – Müller Ferenc József osztrák származású kémikus és mineralógus, a tellúr és a turmalin felfedezője (* 1742)